# Karoline Jagemann

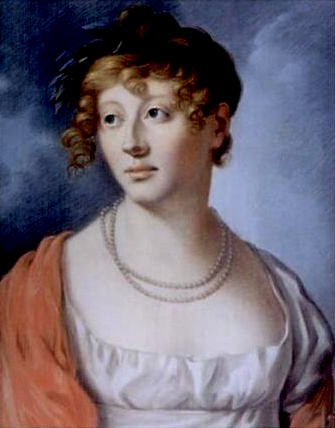
Karoline Jagemann als Ion. Gemälde um 1803 von Jakob Wilhelm Christian Roux.

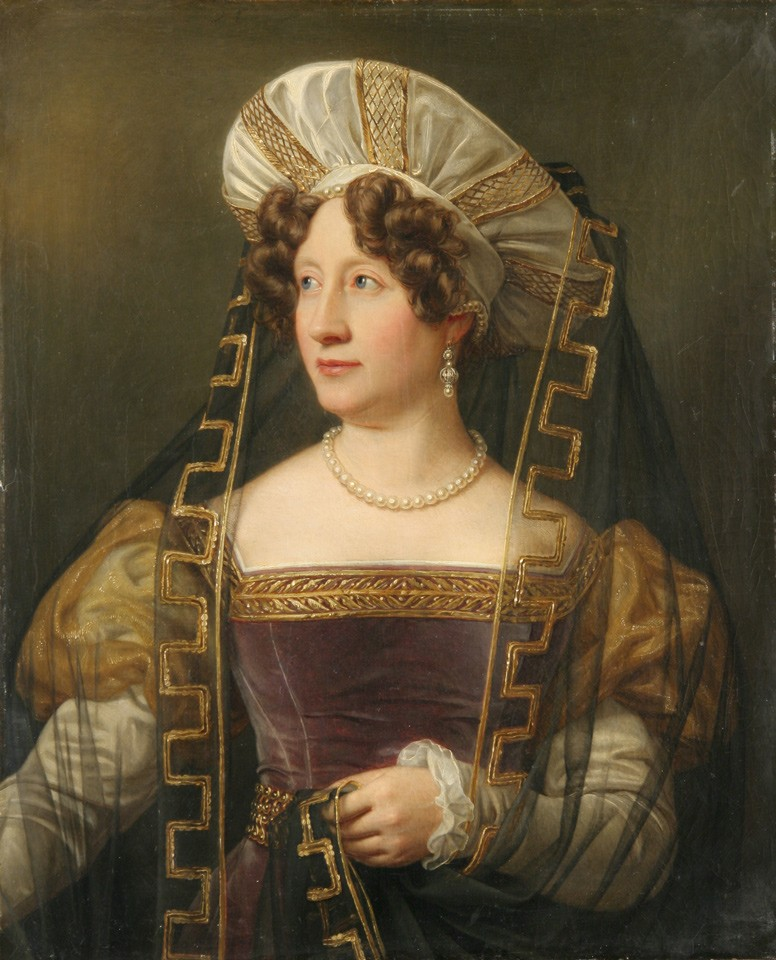
Karoline Jagemann, Gemälde von Joseph Karl Stieler.

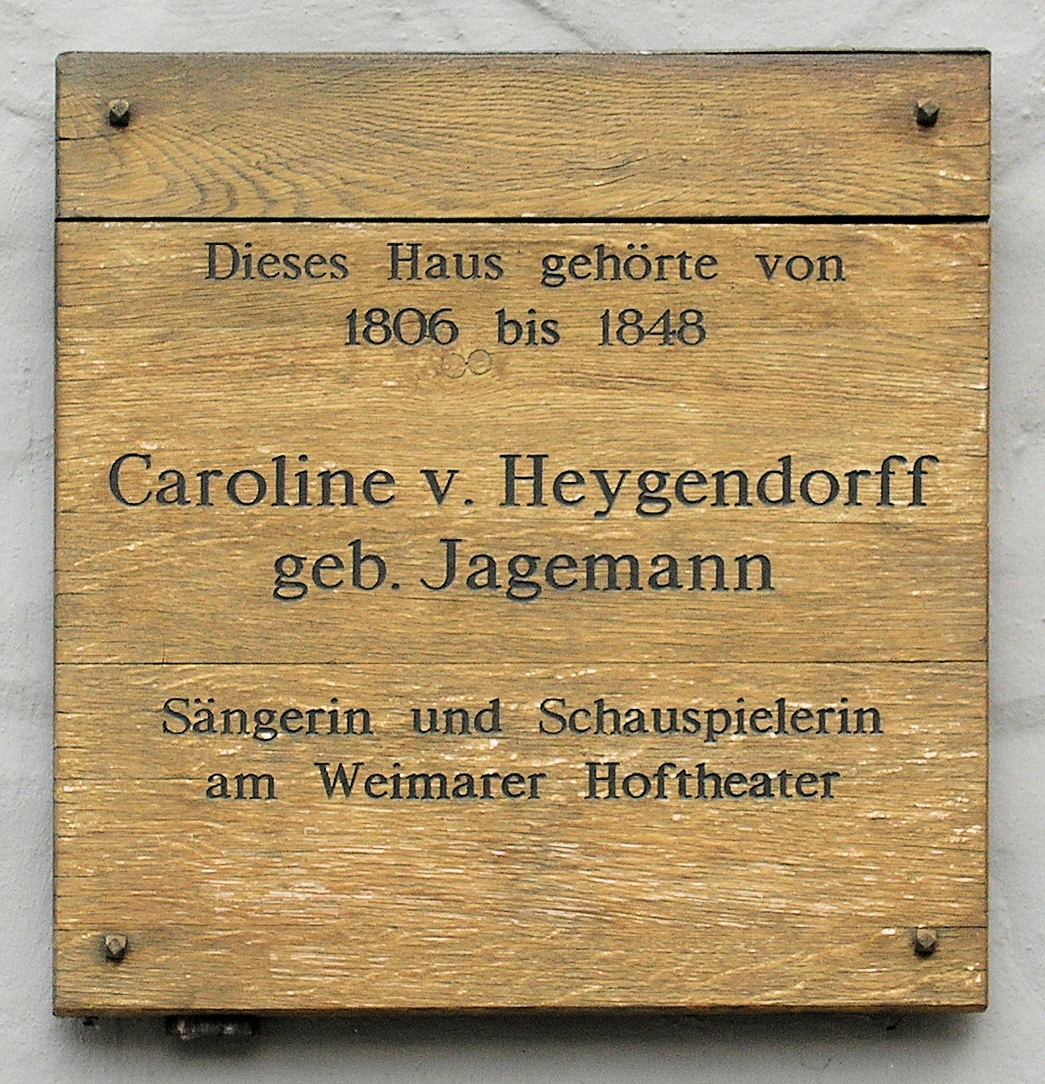
Gedenktafel am Haus Herderplatz 16 in Weimar

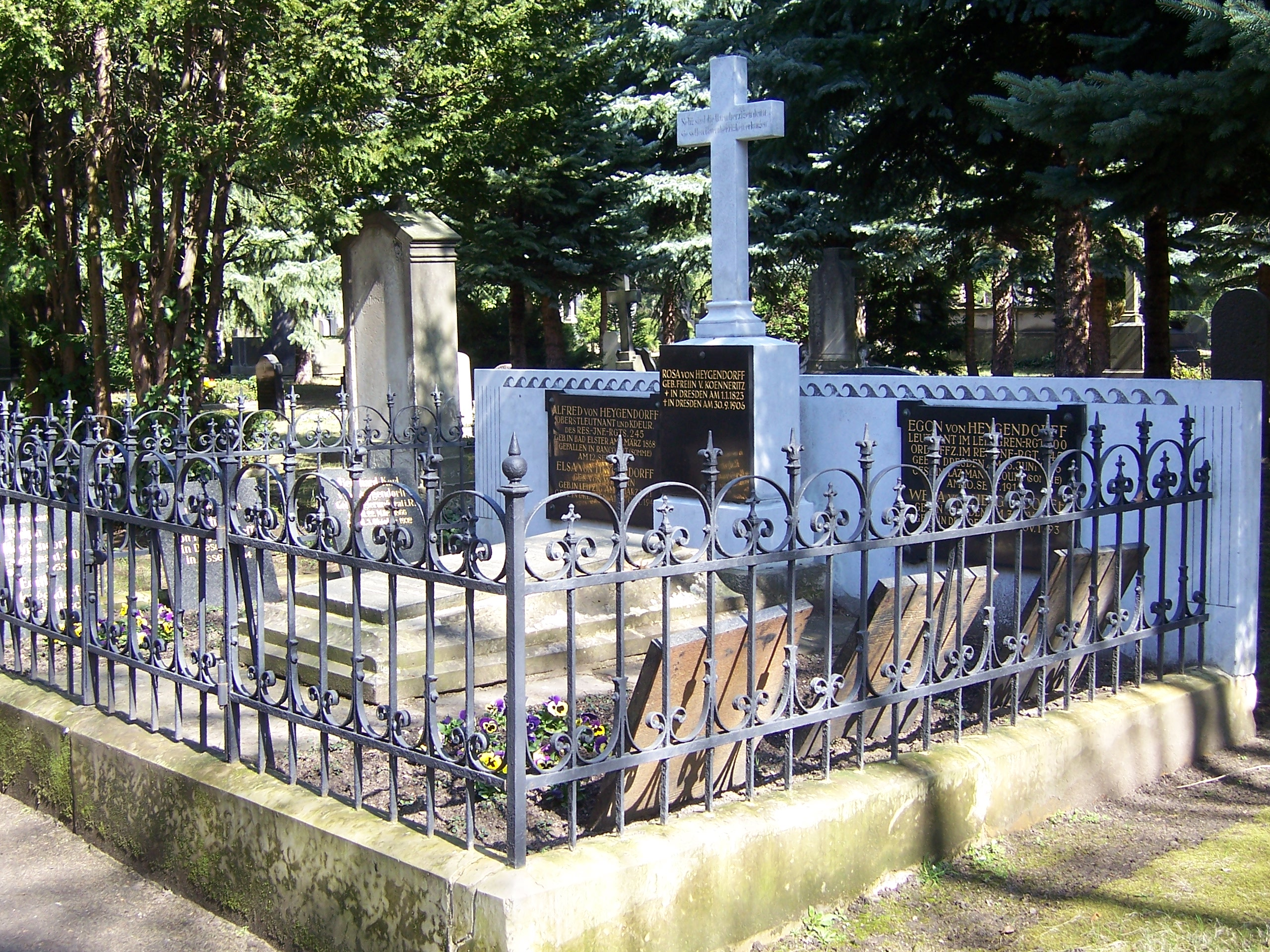
Grab Karoline Jagemanns auf dem Trinitatisfriedhof

Henriette Caroline Friedericke Jagemann (* 25. Januar 1777 in Weimar; † 10. Juli 1848 in Dresden), ab 25. Januar 1809: Caroline von Heygendorff, war eine der hervorragendsten tragischen Schauspielerinnen und Sängerinnen ihrer Zeit sowie Theaterintendantin.

## Leben
Karoline Jagemann war die Tochter des Gelehrten und Bibliothekars Christian Joseph Jagemann (1735–1804) und seiner ersten Ehefrau Marianne Barbara geb. Spörer (* 19. Mai 1748 in Schwabach, † 10. September 1825 in Weimar) sowie Schwester des Malers Ferdinand Jagemann (1780–1820) und der Marianna Jagemann (* März 1784; † 28. Mai 1858), die 1806‒1815 mit Adolph von Danckelmann verheiratet war.
Sie erhielt 1790 in Mannheim unter August Iffland und Heinrich Beck Schauspiel- und Gesangsunterricht, debütierte 1792 in der Titelrolle von Paul Wranitzkys Singspiel Oberon am dortigen Nationaltheater und am 18. Februar 1797 in derselben Rolle am Weimarer Hoftheater, wo sie im gleichen Jahr als Hofsängerin engagiert worden war.
Jagemann gehörte gemeinsam mit der Sopranistin Henriette Eberwein, dem Tenor Karl Melchior Jakob Moltke und dem Bassisten Karl Stromeier zum „Weimarer Quartett“. 1798 gastierte sie in Berlin, 1800 in Wien, später auch in Stuttgart, Frankfurt am Main und Leipzig.
Mit Herzog Karl August von Sachsen-Weimar-Eisenach traf sie im Haus von Christiane Friederike von Löwenstern (1761–1847) zusammen. Christiane Friederike von Gersdorff war seit 1781 die Ehefrau des herzoglich sachsen-weimarischen Rats und livländischen Hofgerichtsassessors Paul von Löwenstern (1752–1842) und machte nach Carl von Stein auf Kochberg (1765–1837) in dessen Abwesenheit die parties fines für den Herzog, welcher die Abende da viel zubringt, wozu sich Dlle. Jagemann einfindet. Nach Carl von Stein hatte die Jagemann an der Löwenstern eine starke Parthie für sich.
Sie wurde 1801 die Geliebte des Herzogs, der sie zum 25. Januar 1809 als „Freifrau von Heygendorff“ in den erblichen Adel erhob und ihr das Rittergut Heygendorf überließ. Ihrem vom Großherzog gezeugten Sohn Karl wurde am 16. Mai 1809 offiziell der Titel von Heygendorff verliehen und er und seine Kinder wurden in den großherzoglich-sächsischen Adel aufgenommen.
Der pessimistische Philosoph Arthur Schopenhauer verliebte sich 1809 als junger Mann unglücklich in die elf Jahre ältere Schauspielerin und schrieb für sie sein einziges überliefertes Liebesgedicht.
Im selben Jahr wurde Karoline von Heygendorff zur Operndirektorin ernannt und übernahm, nachdem sie gegen Goethe intrigiert und 1817 dessen Rückzug aus dem Theaterbetrieb bewirkt hatte, die alleinige Leitung des Hoftheaters, ab 1824 als Oberdirektorin.
Nach dem Tod des Herzogs Karl August (1828) zog sich Karoline von Heygendorff von der Bühne zurück und lebte die letzten Jahre bei ihrem Sohn in Dresden. In Weimar hatte sie nach dem Tod des Herzogs keinen Rückhalt in der höheren Gesellschaft mehr. Die einst gegen Goethe gerichtete Intrige fiel ihr nun zur Last. „Der von Johann Peter Eckermann überlieferte Topos, sie habe als Mätresse des Herzogs durch ihre Intrigen Johann Wolfgang von Goethe aus dem Amt als Theaterleiter vertrieben, hielt sich im 20. Jahrhundert beharrlich. Dieses negative Bild der Sopranistin wurde erst jüngst in der Forschung relativiert.“
Karoline Jagemann starb in Dresden und wurde im Familiengrab Heygendorff auf dem Trinitatisfriedhof beerdigt.

## Rollen
Zu ihren großen Rollen gehörten die „Elisabeth“ in „Maria Stuart“ (1800) und die „Beatrice“ in der „Braut von Messina“ (1803).
Eigentlich fiel auch die Rolle der „Jungfrau von Orléans“ in ihr Fach. Herzog Karl August aber wollte seine Geliebte nicht als geharnischte Jungfrau auf der Bühne sehen und sorgte dafür, dass Schillers Drama erst nach einiger Verzögerung mit einer anderen, weniger bekannten Titelheldin aufgeführt wurde.